# Nova Pádua
Nova Pádua là một đô thị thuộc bang Rio Grande do Sul, Brasil. Đô thị này có diện tích 103,239 km², dân số năm 2007 là 2484 người, mật độ 24,06 người/km².